# Шатадханван
Шатадханван — правитель імперії Маур'їв від 195 до 187 року до н. е.
За часів його правління імперія втратила деякі свої території в результаті завоювань.